# میریعقوب دولتوف
میریعقوب دولتوف (قزاقی: Міржақып Дулатұлы؛ ۲۵ نوامبر ۱۸۸۵ – ۱۹۳۵) شاعر و نویسنده قزاق بود و یکی از رهبران دولت ملی‌گرای قزاق جمهوری خودمختار آلاش بود.

## سال‌های نخستین زندگی
میریعقوب در ۲۵ نوامبر ۱۸۸۵ میلادی در روستایی از استان قوستانای به دنیا آمد. او از جز میانی و قبیله آرگین بود. او پدر و مادرش را در سنین کودکی از دست داد و تحصیلات ابتدایی را به شیوه سنتی در روستایشان به اتمام رساند. سپس برای ادامه تحصیل در سال ۱۸۹۷ میلادی به یک دبیرستان قزاقی-روسی رفت و در سال ۱۹۰۲ میلادی به عنوان آموزگار فارغ‌التحصیل شد. میریعقوب در سال ۱۹۰۴ میلادی دو رهبر ملی‌گرای قزاق به نام‌های علی‌خان بوکئی‌خانوف و احمد بایتورسینوف و متأثر از ایشان ایده‌های ضداستعماری و ضدروسی در او رشد کرد.
در سال ۱۹۰۷ میریعقوب به سنت پترزبورگ رفت و در آنجا نماینده حزب دموکراتیک مشروطه شد. او در این مدت نخستین شعر خویش را منتشر نمود.

## فعالیت‌های سیاسی
با انتشار نخستین کتاب شعر او در سال ۱۹۰۹ میلادی با نام بیدار شو ای قزاق! فعالیت‌های سیاسی میریعقوب آغاز شد. این کتاب به سرعت ممنوع شد اما میریعقوب بار دیگر آن را در سال ۱۹۱۱ میلادی چاپ کرد و سپس به قزاقستان بازگشت.
دولتوف نخستین رمان خود با نام جمال بدبخت را هم که نخستین رمان ادبیات معاصر قزاقستان هم به حساب می‌آید در سال ۱۹۱۰ منتشر کرد و بدین ترتیب در اوایل دهه ۱۹۱۰ میلادی تبدیل به چهره‌ای نوظهور در میان ملی‌گرایان قزاق شد. چاپ آثارش موجب شد او تحت نظارت، بازجویی و ارعاب روس‌ها قرار بگیرد و به همین سبب نمی‌توانست شغل ثابتی داشته باشد یا برای مدت طولانی در یک جا بماند. بالاخره او در سال ۱۹۱۱ دستگیر و به یک سال و نیم زندان محکوم شد.
پس از پایان مدت زندان میریعقوب در روزنامه‌های آی قاپ و قازاق می‌نوشت و نسبت به اوضاع اقتصادی-سیاسی و اجتماعی قزاق‌ها در حاکمیت روسیه تزاری انتقاد می‌کرد.
با آغاز جنگ داخلی روسیه و ایجاد جمهوری خودمختار آلاش دولتوف هم به یکی از رهبران این دولت خودمختار قزاق‌ها بدل شد. جمهوری خودمختار آلاش ضمن اعلام استقلال با سفیدها متحد شد تا علیه بلشویک‌ها بجنگند. پس از مدتی و هنگامی که رهبران سفید از ارسال کمک به قزاق‌ها امتناع کردند دولتمردان قزاق اینبار با بلشویک‌ها متحد شدند به امید آنکه پس از پیروزی بلشویک‌ها بتوانند خودمختاری خود را حفظ نمایند. جمهوری خودمختار سوسیالیستی در سال ۱۹۲۰ میلادی تشکیل شد و رهبران آلاش به آن پیوستند.
میریعقوب دولتوف در دولت بلشویک‌ها به عنوان معلم و ویراستار فعالیت می‌کرد تا آنکه در سال ۱۹۲۸ میلادی به دلیل داشتن عقاید ملی‌گرایانه دستگیر شد و سال ۱۹۳۵ میلادی در اردوگاه اسیران سولووکی درگذشت.

## میراث
در سال ۱۹۸۸ میلادی از میریعقوب دولتوف اعاده حیثیت شد. او یک از پیشگامان و بزرگان ادبیات قزاق به‌شمار می‌رود. نخستین رمان ادبیات قزاق با نام جمال بدبخت اثر اوست که داستان دختری قزاق به نام جمال است که قربانی آداب و رسوم پدرسالارانه و خانی می‌شود. این رمان که تضاد میان آداب کهن و نسل جوان را نشان می‌دهد احساساتی مانند برابری انسان‌ها را تجلیل می‌کند.